# Tép (chất)

Lá 3 tép

Tép hay Chuồn, Nhép (tiếng Anh: clubs)  là một trong bốn chất của bộ bài Tây chơi kiểu Pháp. Ký hiệu chất tép là hình cỏ ba lá màu đen.
Danh từ tép là phiên âm chữa trèfle của tiếng Pháp, vốn là tên gọi chất này.

## Trong bộ bài

Át tép
2 tép
3 tép
4 tép
5 tép
6 tép
7 tép
8 tép
9 tép
10 tép
J tép
Q tép
K tép